# Goodnews Bay
Pour les articles homonymes, voir Goodnews.
Goodnews Bay (Mamterat en Yupik) est une ville d'Alaska aux États-Unis dans la Région de recensement de Bethel dont la population était de 243 habitants en 2010.

## Situation - climat
Elle est située sur la rive nord de la baie Goodnews, à l'embouchure de la rivière Goodnews, à 187 km au sud de Bethel, à 177 km au nord-ouest de Dillingham et à 644 km d'Anchorage.
Les températures vont de 8 °C à 16 °C en été et de −14 °C à −4 °C en hiver.

## Histoire
Les Yupiks avaient appelé leur village Mumtraq. Il a dû être déplacé à son endroit actuel à cause des fréquentes inondations. La poste et l'école ont été construites en 1940
L'administration locale, l'école et les activités de proximité, ainsi que la pêche commerciale procurent des emplois aux habitants.

## Démographie
| 1880 | 1890 | 1920 | 1940 | 1950 | 1960 |
| ---- | ---- | ---- | ---- | ---- | ---- |
| 162  | 162  | 138  | 48   | 100  | 154  |

| 1970 | 1980 | 1990 | 2000 | 2010 | - |
| ---- | ---- | ---- | ---- | ---- | - |
| 218  | 168  | 241  | 230  | 243  | - |

## Sources et références
- (en) CIS

- (en) Cet article est partiellement ou en totalité issu de l’article de Wikipédia en anglais intitulé « Goodnews Bay, Alaska » (voir la liste des auteurs).

1. ↑  « Statistiques des États-Unis - Alaska - Profils des communautés de 2010 » (consulté en novembre 2020)